# Drottningtorget, Göteborg
Drottningtorget är ett torg utanför Centralstationen i stadsdelen Nordstaden i Göteborg som fått sitt namn av att Drottningporten, en av stadens stadsportar, låg här. Torget uppmättes år 1900 till 9 936 kvadratmeter.

## Historia
Platsen har fått sitt namn efter Drottningporten, som en gång låg här mellan bastionerna Johannes Rex och Carolus Rex, vid nuvarande Hotell Eggers och kanalen mitt framför Göta Källare. Drottningporten (1669) var en av den befästa staden Göteborgs tre stadsportar, och den byggdes i samband med att Fattighusån drogs fram till Göteborg. Porten kallades också för Nya porten (1644) och Österport (1684). Från början byggdes porten på 1640-talet i trä , men den revs och byggdes 1669 upp igen i sten och revs slutgiltigt 1821. Sandstensportalen som bildade porten kom ursprungligen från Gamla Älvsborg (1500-tal) och sattes på plats 1669.
Drottningtorget kallades även länge för Trätorget "utom Drottningporten", eftersom Trätorget även förekom på platsen för nuvarande Lilla Torget) (1818) och en tid även för Jernvägstorget (1870). På torget drevs länge "Larsmässemarknaden", då det under två veckor, med start 10 augusti, handlades med bland annat trävaror, hö och vävnader. Eftersom marknaden hindrade torgets trafikexpansion, upphörde den år 1900. Torget ändrade kraftigt utseende då den nordöstra delen av vallgraven fylldes igen år 1853. Året innan hade man byggt ett Arbets och Fattighus (1852-1917), i folkmun Baracken eller "Bracka", med 128 rum och plats för 1 100 personer på den plats där gamla posthuset idag står. Namnet "Trätorget" gavs på 60-talet till ett torg i Björkekärr. 
Den 4 juni 1903 beslöt Göteborgs stadsfullmäktige att Larsmässemarknaden på Drottningtorget skulle upphöra, för den ökade trafikens skull.

## Omgivning

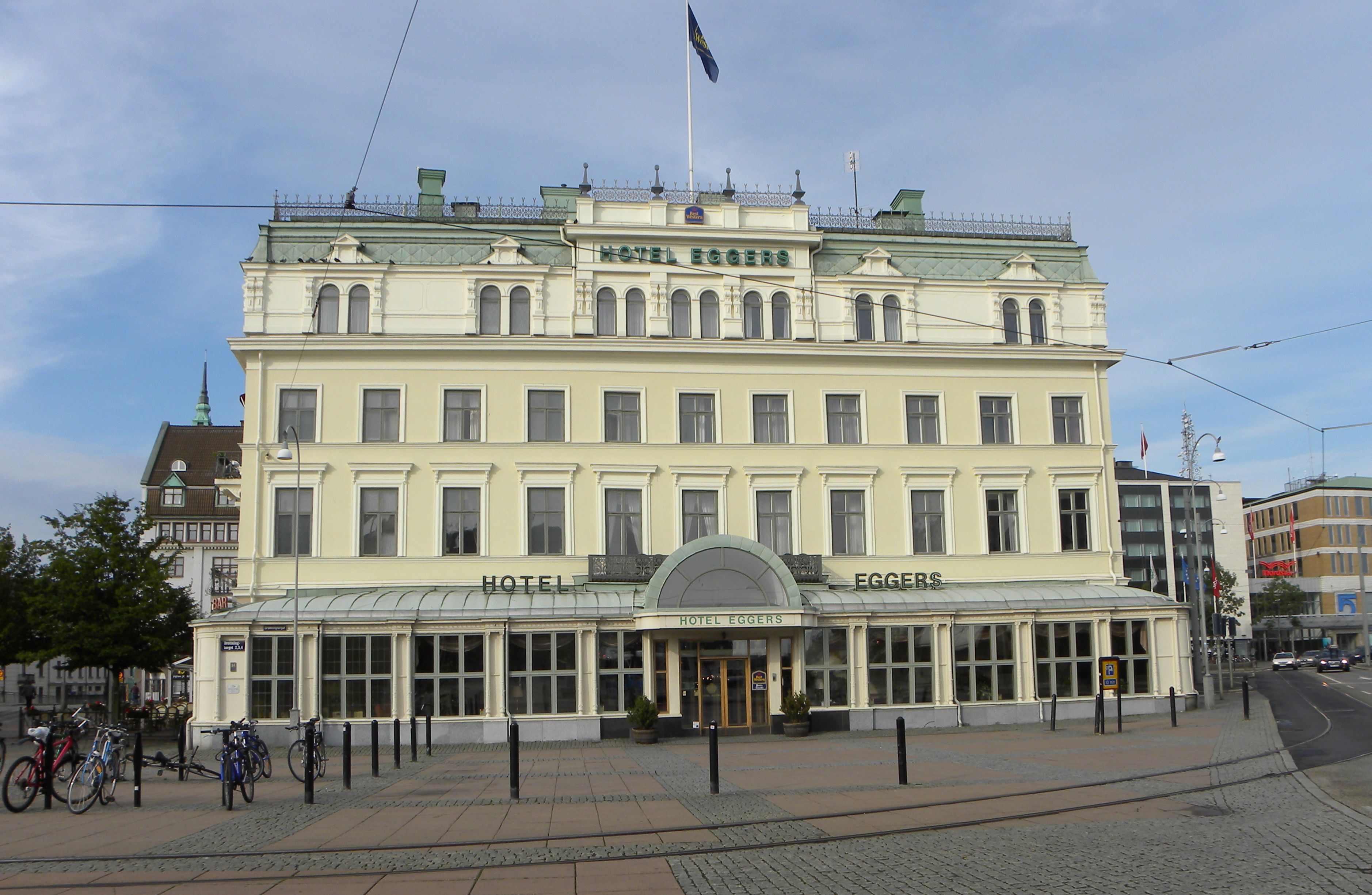
Hotel Eggers sett från Drottningtorget.

Fram till 1853 gick vallgraven i ett zick zack-mönster, tvärs över torget och bort mot Hultmans holme, för att därefter vika av mot sydväst och mynna ut i Lilla Bommens hamn. Den anslöt till Fattighusån mitt för vallgraven längs med Stora Nygatan.
I torgets nordvästra hörn ligger Hotell Eggers invigt 1894, där föregångarna på samma plats var Jernvägshotellet (1859) samt Christiania (1876).
 I norra delen finns centralstationen (invigd 1858), i öster gamla Posthuset (invigt 1925) och på andra sidan kanalen, i sydöst, ligger parken Trädgårdsföreningen (bildad 1842).
På torget finns också Pressbyrån och Västtrafiks kundservice. Torget trafikeras av ett flertal spårvagnslinjer och bussar. I tidtabellerna heter hållplatsen på Drottningtorget Centralstationen. Spårvägssällskapet Ringlinien har sin permanenta hållplats i vändslingan framför Hotel Eggers, och härifrån kan man sommar- och jultid åka med gammal spårvagn till Liseberg, på Lisebergslinjen.
Den första hästspårvagnen över torget kom den 9 december 1881, på den nyöppnade linjen Brunnsparken - Redbergslid och den 27 oktober 1902 var det dags för den första elektriska spårvagnen på Ringlinjen att stanna vid Drottningtorget. 
Drottningtorget är tillsammans med Brunnsparken stadens mest "spårvagnstäta" torg, eller snarare knutpunkter. De flesta av spårvägens linjer plus Lisebergslinjen passerar dessa båda platser.

### Slusskvarnen och slussen
"wid Slussgatan uti Bastionen Carolus Rex" i torgets sydvästra del, på platsen för nuvarande Slussbron, anlades 1648 en Slusskvarn som fungerade under cirka 100 år. Kvarnen uppfördes av Johan Kuyl, och under den strömmade vattnet från Fattighusån och drev "kvarnens stenar". Bakom kvarnen rann ån genom ett valv i Drottningporten. Stadsarkitekt Bengt Wilhelm Carlberg ritade en ny som stod klar 1753. Den bestod av två hus på varsin sida av kanalen, som senare sammanbyggdes. Denna slusskvarn revs 1872, och året därpå kunde en ny sluss – utan kvarn – tas i bruk, nu flyttad till torgets sydöstra del.  
Under 300 år slussades pråmar och båtar vid torgets östra del, där Fattighusån möter stadens kanalsystem. Åren 1910-1930 kulminerade trafiken med omkring 75 000 passager. Ett år registrerades 5 500 pråmar, last- och nöjesbåtar. Pråmarna var ofta lastade med kol och sand till industrierna utefter Mölndalsån. Slussavgiften var på 1920-talet 2,50 kronor för en lastad pråm och 1 krona för en tom. Men när industrierna gick över till eldrift, behövdes inte kolen och en redan dålig affär för hamnmyndigheten blev nu akut sämre. Exempelvis inbringade verksamheten 322 kronor år 1950, medan utgifterna var 12 000 kronor! en slussvaktare kunde på 1930-talet slussa 50-60 pråmar på en dag, och det tog cirka 15 minuter för en pråm att komma igenom. Dessutom skulle slussvaktarna rensa kanalen mellan Dämmet och slussen, det vill säga hela Fattighusån. Slussvaktarstugan från början av 1900-talet står fortfarande kvar. Här satt en gång Säpo och spanade efter nazister, eftersom det tyska konsulatet var inhyrda i Posthuset på andra sidan slussen.

## Bilder

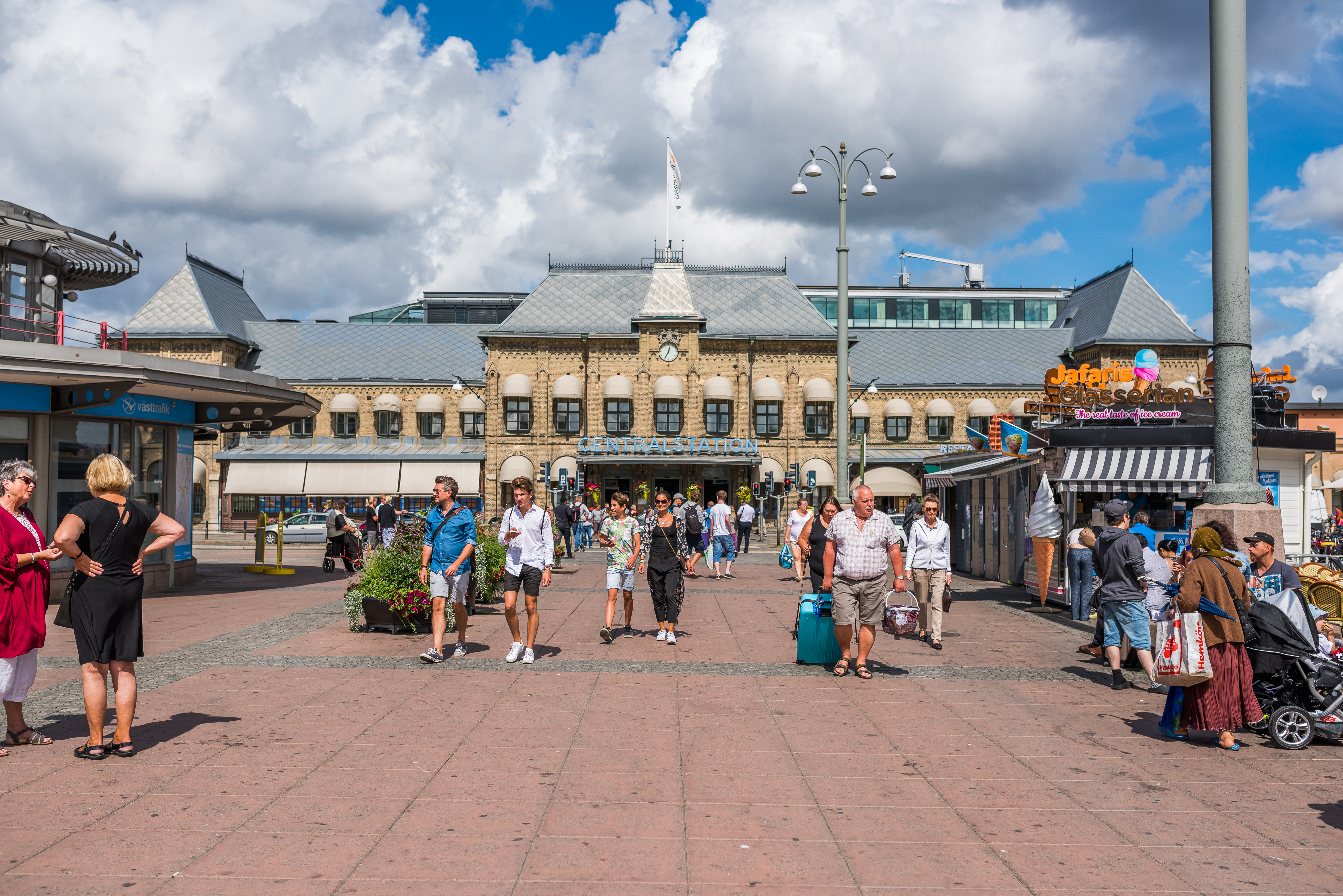
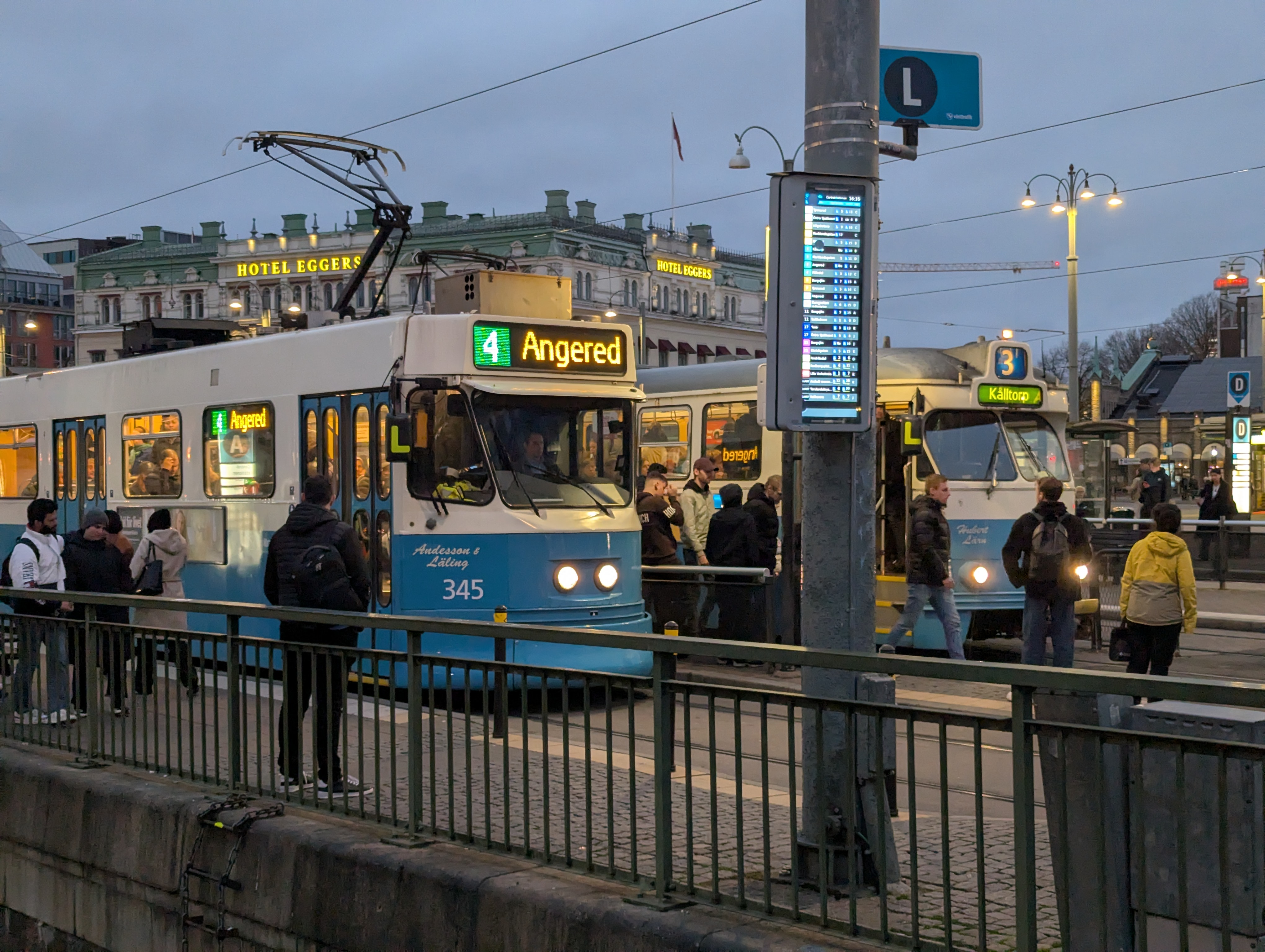
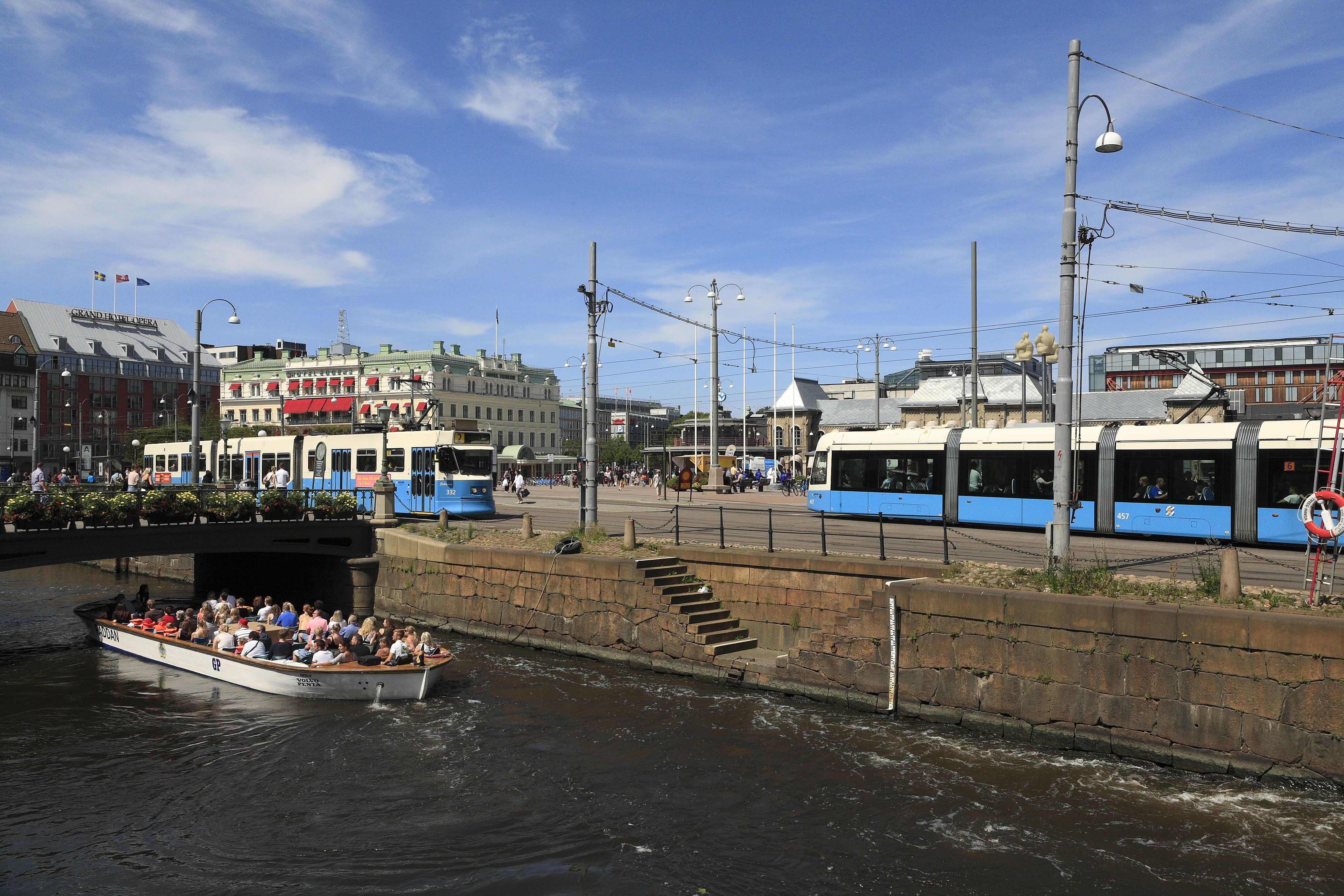